# 681 هـ
681 هـ هي سنة في التقويم الهجري امتدت مقابلةً في التقويم الميلادي بين سنتي 1282 و1283.

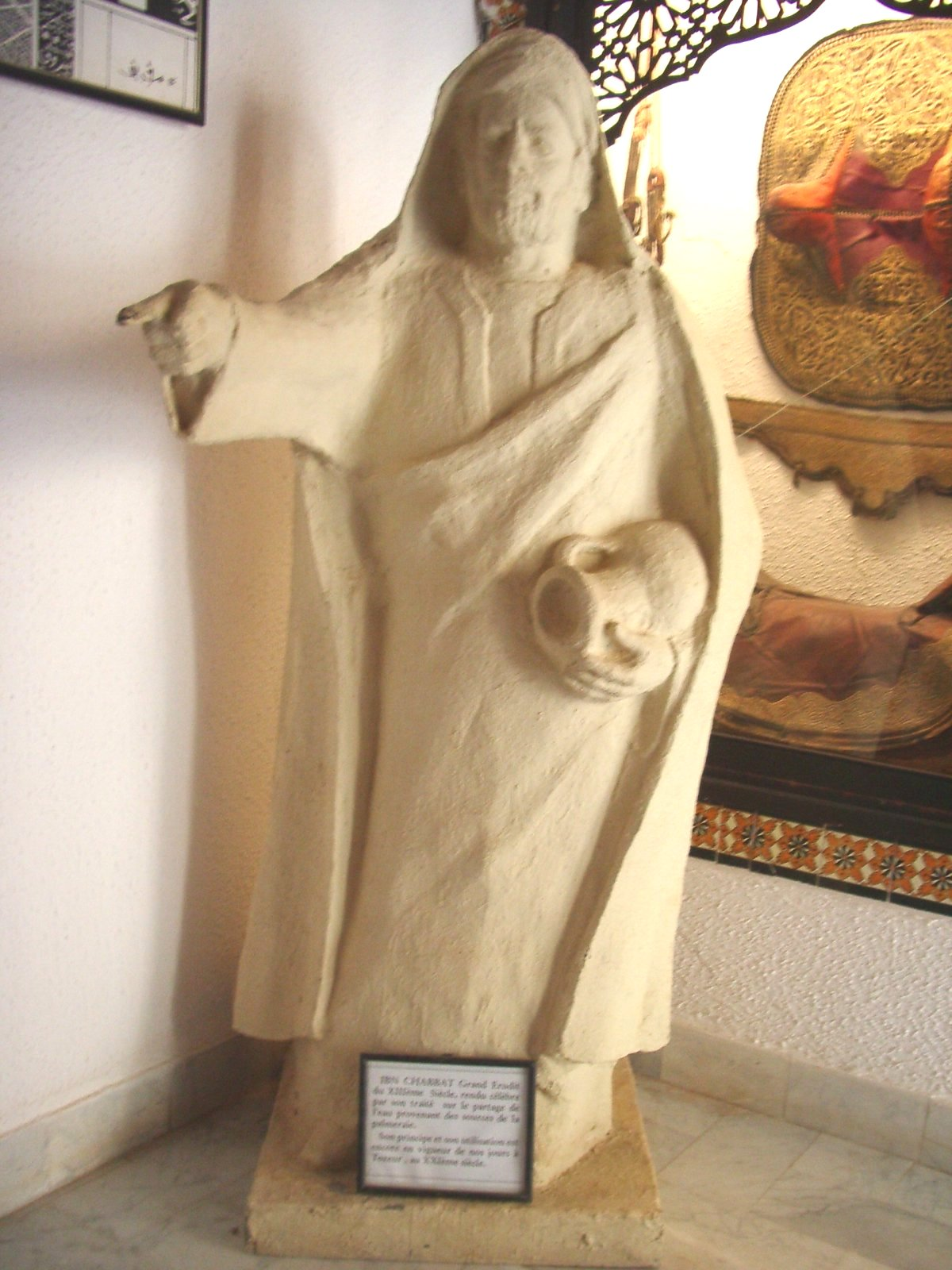
ابن الشباط

## مواليد
- ابن ليون التجيبي

## وفيات
- ابن الشباط
- جمال الدين بن إياز
- ابن خلكان